# Alberto Colombo (Komponist)
Alberto Carl Colombo (* 27. November 1888 in New York; † 24. März 1954 in Los Angeles) war ein US-amerikanischer Dirigent und Filmkomponist.

## Leben
Geboren und aufgewachsen in New York war Alberto Colombo zunächst als Cellist beim Manhattan Opera House Orchestra angestellt, für das er später auch als Manager fungierte. Mit Bandleader Paul Whiteman ging er in den 1920er Jahren als Arrangeur auf Tournee. 1934 wurde er in Hollywood als musikalischer Leiter von RKO Pictures unter Vertrag genommen. Zwei Jahre später wechselte er zur kleinen, jedoch unabhängigen Produktionsfirma Republic Pictures, wo er die folgenden sieben Jahre sowohl als Arrangeur als auch als Filmkomponist zum Einsatz kam. 1938 erhielt er eine Oscar-Nominierung in der Kategorie Beste Filmmusik für Portia on Trial. Für B-Western wie Zorros schwarze Peitsche (1937) schrieb er auch Songs, die in zahlreichen anderen Filmen von Republic Verwendung fanden, ohne dass Colombo im Abspann erwähnt wurde. Ab 1950 war er als musikalischer Leiter bei MGM beschäftigt. 
In der Nacht vom 24. März 1954 wurde Colombo tot in seinem Auto aufgefunden. Er war Opfer einer Schlägerei geworden und hatte einen tödlichen Schlag auf den Kopf erhalten. Der Fall konnte jedoch nie aufgeklärt werden. Sein Grab befindet sich auf dem Hollywood Forever Cemetery in Los Angeles.

## Filmografie (Auswahl)
- 1935: Novak liebt Amerika (Romance in Manhattan)
- 1935: Annie Oakley
- 1937: Hit the Saddle
- 1937: Manhattan Merry-Go-Round
- 1937: Portia on Trial
- 1937: Zorros schwarze Peitsche (Zorro Rides Again)
- 1938: The Lone Ranger
- 1938: Under Western Stars
- 1944: Badende Venus (Bathing Beauty)
- 1950: Zweikampf bei Sonnenuntergang (The Sundowners)
- 1950: Blutrache in New York (Black Hand)
- 1951: Go for Broke!
- 1952: Ellis in Freedomland
- 1953: Rogue’s March

## Auszeichnungen
- 1938: Oscar-Nominierung in der Kategorie Beste Filmmusik für Portia on Trial